# Christian De Dionigi
Christian De Dionigi (Cuggiono, 26 de diciembre de 1992) es un deportista italiano que compitió en piragüismo en la modalidad de eslalon. Ganó una medalla de oro en el Campeonato Mundial de Piragüismo en Eslalon de 2018, en la prueba de K1 extremo.

## Palmarés internacional
| Campeonato Mundial | Campeonato Mundial      | Campeonato Mundial | Campeonato Mundial |
| Año                | Lugar                   | Medalla            | Competición        |
| ------------------ | ----------------------- | ------------------ | ------------------ |
| 2018               | Río de Janeiro (Brasil) | Medalla de oro     | K1 extremo         |